# Вершковое
Вершковое (каз. Вершковый) — упразднённое село в Узункольском сельском округе Узункольского района Костанайской области Казахстана. В 2019 году включено в состав села Павловка того же округа.
Код КАТО — 396661100.

## Население
В 1999 году население села составляло 197 человек (106 мужчин и 91 женщина). По данным переписи 2009 года, в селе проживало 113 человек (53 мужчины и 60 женщин).